# Thomas Austen Brown
Thomas Austen Brown, né le 18 septembre 1859 à Édimbourg et mort le 9 juin 1924 à Boulogne-sur-Mer, est un peintre, aquafortiste et graveur sur bois écossais.

## Biographie
Austen Brown étudie à la Royal Scottish Academy. Les critiques d'art sont attirés par sa palette de couleurs et la sentimentalité de ses œuvres. Il peint à Cambuskenneth près de Stirling et se lie d'amitié avec des peintres de Glasgow. Austen Brown se fait connaître pour son succès rapide à Londres et sur le continent européen. Il peint à la fois à l'huile et à l'aquarelle.
Il se rend à Boulogne-sur-Mer où il peint principalement des aquarelles et termine nombre de ses travaux antérieurs. Ses œuvres ont été exposées à Munich, Dresde, Barcelone et Budapest. Une œuvre de lui peut être vue au Musée des Beaux-Arts de Gand.
Durant la guerre 14-18, il publie un recueil de dessin sur Etaples-sur-Mer et sa région.

## Galerie

Œuvres de Thomas Austen Brown
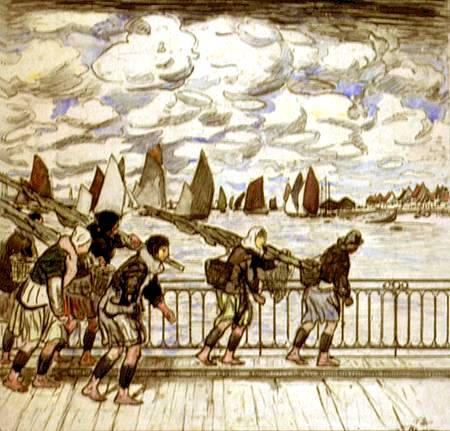
Retour des pêcheuses à Étaples.
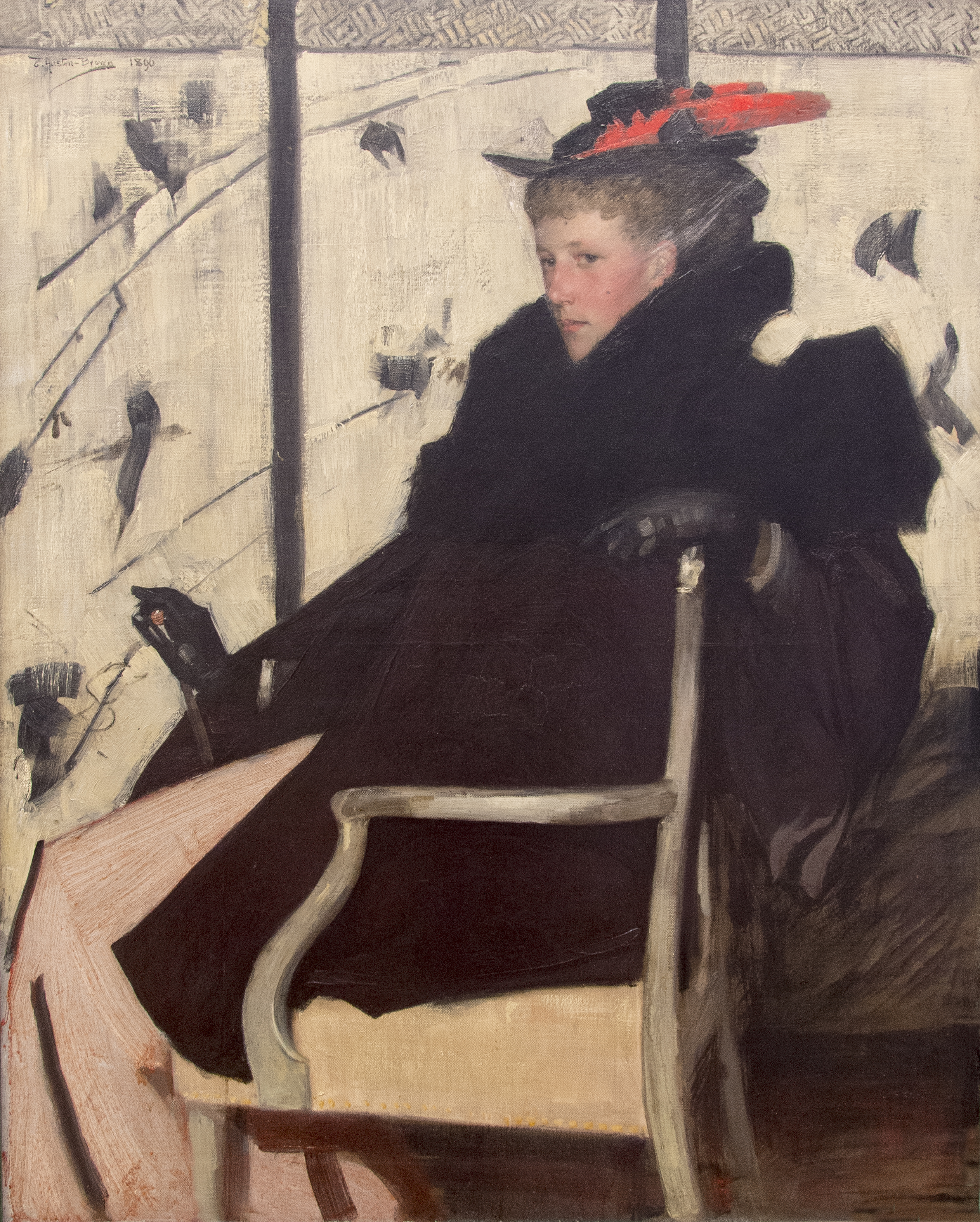
Mademoiselle Plume rouge (1896) dans la Neue Pinakothek.